# Harold Lowe
Harold Godfrey Lowe (Llanrhos, 21 de novembro de 1882 – Deganwy, 12 de maio de 1944) foi um marinheiro britânico, conhecido por ter servido como o quinto oficial do RMS Titanic em 1912. Nascido no País de Gales, seu pai desejava que ele seguisse uma carreira nos negócios, porém Lowe fugiu de casa aos catorze anos e entrou para a marinha mercante. Ele serviu na costa africana durante alguns anos até ser contratado pela White Star Line em 1911. 
Ele foi designado para a viagem inaugural do Titanic em abril de 1912, mostrando iniciativa e coragem quando o navio bateu em um iceberg e começou a afundar, sendo colocado no comando do bote salva-vidas nº 14. Depois do naufrágio ele passou passageiros de seu bote para outros e voltou à procura de sobreviventes. Ele foi muito elogiado por suas ações depois de ser resgatado. Lowe continuou a servir na marinha após o Titanic, porém nunca recebeu seu próprio navio para comandar. Entretanto, foi promovido a comandante na Primeira Guerra Mundial e colocado na Reserva da Marinha. Ele se aposentou em 1931 e passou o resto de sua vida vivendo no País de Gales, onde morreu de hipertensão aos 61 anos.

## Início de vida
Harold Godfrey Lowe nasceu em Llanrhos, Caernarfonshire, País de Gales, em 21 de novembro de 1882. Era o terceiro filho de um total de oito de George e Harriet Lowe. Ele estudou em uma escola de Barmouth até que seu pai decidiu mandá-lo para Liverpool a fim de começar seus estudos para se tornar um homem de negócios. Lowe não desejava seguir a carreira de "trabalhar para qualquer pessoa sem contrapartida" e desejava "ser pago por [seu] trabalho". Ele fugiu de casa aos catorze anos de idade e entrou na marinha mercante, começando como camaroteiro. Lowe rapidamente subiu na hierarquia, obtendo seu certificado de oficial depois de passar cinco anos servindo na costa da África Ocidental. Isso permitiu que tentasse entrar em alguma empresa de maior prestígio, eventualmente sendo contratado em 1911 pela White Star Line. Lowe primeiramente serviu como terceiro oficial no SS Tropic e SS Belgic; os dois navios não eram usados na linha transatlântica e consequentemente ele nunca teve nenhuma experiência no Atlântico Norte antes de ser transferido em 1912 para o RMS Titanic. Lowe ganhou a reputação durante toda sua carreira de ter uma personalidade forte e bem-humorada.

## Titanic

### Viagem

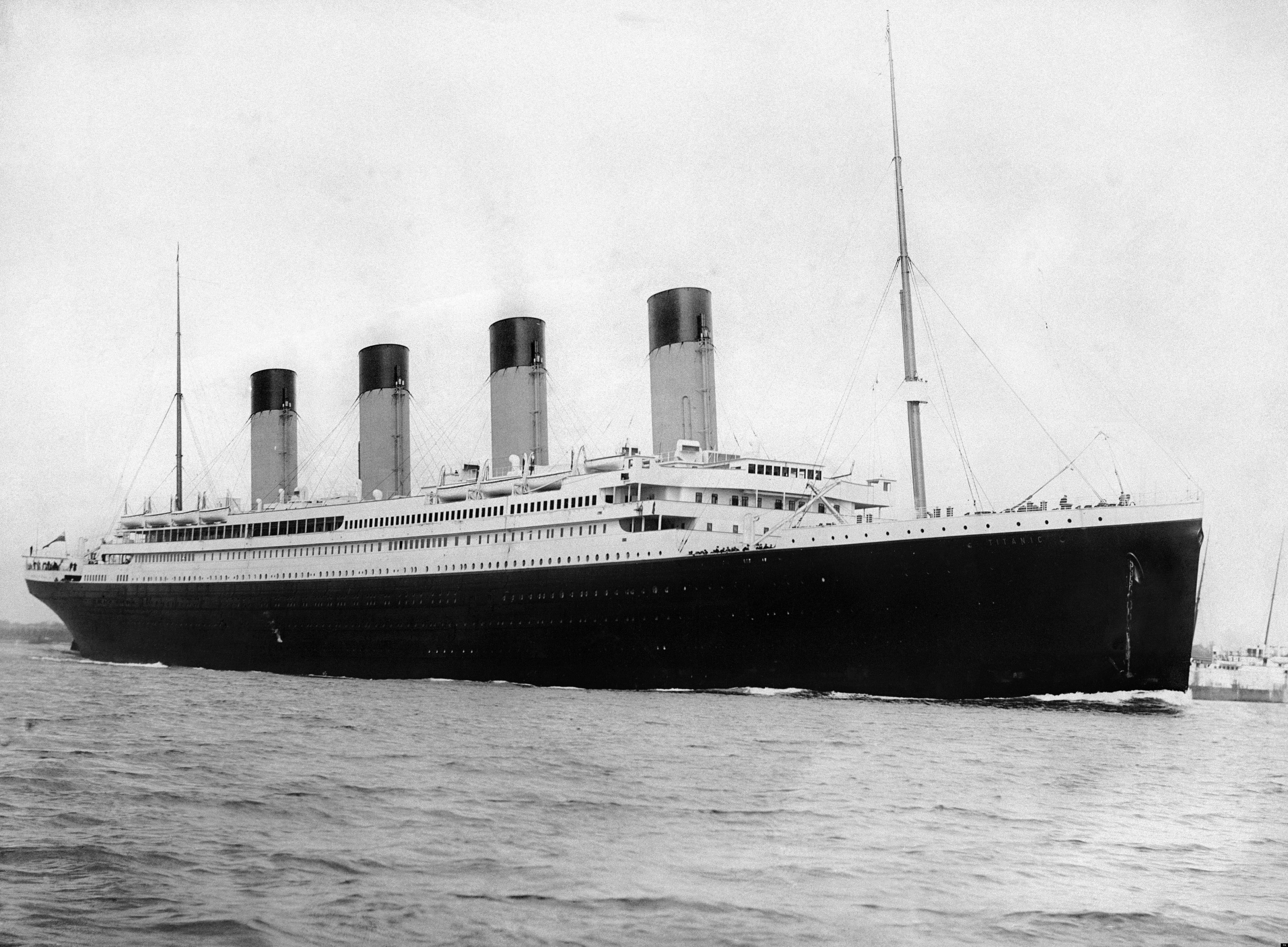
O Titanic deixando Southampton em 10 de abril de 1912.

Lowe foi transferido em março de 1912 para o Titanic como seu quinto oficial. O navio era a mais recente adição à frota da White Star Line e era considerado uma honra ser escolhido para fazer parte da tripulação de uma embarcação em sua viagem inaugural. Ele foi convocado aos escritórios da companhia em Liverpool no dia 26 de março junto com os outros oficiais "júniors" (terceiro oficial Herbert Pitman, quarto oficial Joseph Boxhall e sexto oficial James Moody), viajando em seguida para os estaleiros da Harland and Wolff em Belfast onde o Titanic estava atracado. Todos os oficiais deveriam estar no navio para participar dos testes marítimos no dia 1 de abril. Os testes foram encurtados e adiados para o dia 2 por causa do mau tempo.
O navio em seguida deixou a Irlanda para Southampton, Inglaterra, chegando em 4 de abril. A partida foi marcada para às 12h de 10 de abril. Naquele mesmo dia, o inspetor Maurice Clarke da Junta Comercial britânica pediu para que fossem realizados testes em dois dos botes salva vidas do Titanic. Lowe e Moody participaram dos testes e foram colocados na frente do barco, auxiliados por alguns marinheiros. A manobra era de pouco interesse para todos já que ninguém esperava ter de reproduzir as circunstâncias de uma evacuação em alto mar. Além disso, os botes não foram testados com capacidade total.
Lowe estava na ponte de comando junto com Boxhall, o capitão Edward Smith e o timoneiro George Bowyer quando o Titanic deixou o porto. Ele era responsável pelos telefonemas que faziam a ligação entre os vários postos do navio. Lowe se sentia relativamente excluído por ser o único oficial sem experiência transatlântica; todos os outros sete se conheciam bem e já tinham trabalhado juntos. Enquanto os oficiais "seniores" (oficial chefe Henry Wilde, primeiro oficial William Murdoch e segundo oficial Charles Lightoller) trabalhavam durante um período de quatro horas e depois tinham oito horas de descanso, os oficiais "júniors" trabalhavam em duplas e alternavam quatro horas de serviço com quatro horas de descanso. Lowe era geralmente colocado junto com Pitman. Enquanto um deles atendia ao oficial "sênior" em serviço, o outro ficava na casa do leme com o quartel-mestre. Além disso, cada um tinha uma responsabilidade específica: era a função de Lowe e Moody medir a temperatura da água e ar.

### Naufrágio
Murdoch, Pitman e Moody eram os três oficiais em serviço na noite de 14 de abril. Lowe não estava trabalhando, conforme Moody registrou às 20h no diário de bordo, estando dormindo em sua cabine no momento da colisão com o iceberg às 23h40min. A colisão não o acordou, nem o enorme barulho do vapor da casa de máquinas sendo descarregado pelas chaminés. Mais tarde no inquério americano Lowe explicou o motivo por ter continuado dormindo: "Nós não temos muito tempo para dormir e, na verdade, quando dormimos, nós morremos".
Ele acordou às 0h15min do dia 15 de abril ao ouvir vozes do lado de fora da sua cabine. Lowe saiu e viu pessoas andando com coletes salva vidas; ele rapidamente se vestiu e pegou seu revólver porque "você nunca sabe quando pode precisar". Ao lado de Murdoch, Pitman e Joseph Bruce Ismay, o presidente da White Star Line, Lowe participou do lançamento do bote salva vidas nº 7, o primeiro a ser abaixado para o mar. Em seguida ficou encarregado de lançar o bote nº 5; foi nesse momento que Ismay se aproximou gritando "Abaixe-o mais rápido! Abaixe-o mais rápido!" O oficial respondeu com: "Se você sair daqui então talvez eu possa fazer algo! Você quer que eu abaixe mais rápido? Você fará com que eu afogue todos!" Ismay não respondeu e foi ajudar no embarque de outro bote. Lowe mais tarde afirmou que Ismay apenas queria ajudar por estar ansioso em salvar os passageiros. Lowe então foi cuidar do bote nº 3, onde teve grandes dificuldades para encontrar pessoas suficientes para embarcar.
Lowe afirmou que naquele momento tudo ainda estava calmo: "Havia apenas pequenos grupos pelo convés, pequenas multidões". Ele ajudou no preenchimento de um dos botes desmontáveis e então foi para o lado bombordo, encontrando Moody. Os dois oficiais trabalharam no lançamento dos botes nº 14 e 16, todos cheios apenas com mulheres e crianças. Às 1h30min ele foi colocado por Wilde no comando do bote nº 14, iniciando seu processo de lançamento. Enquanto desciam alguns passageiros que pareciam não compreender inglês tentaram entrar na embarcação, porém o oficial pegou sua arma e disparou três tiros no ar ameaçando "atirar como um cão" se alguém tentasse saltar a bordo. Ele garantiu que ninguém foi atingido por seus disparos.

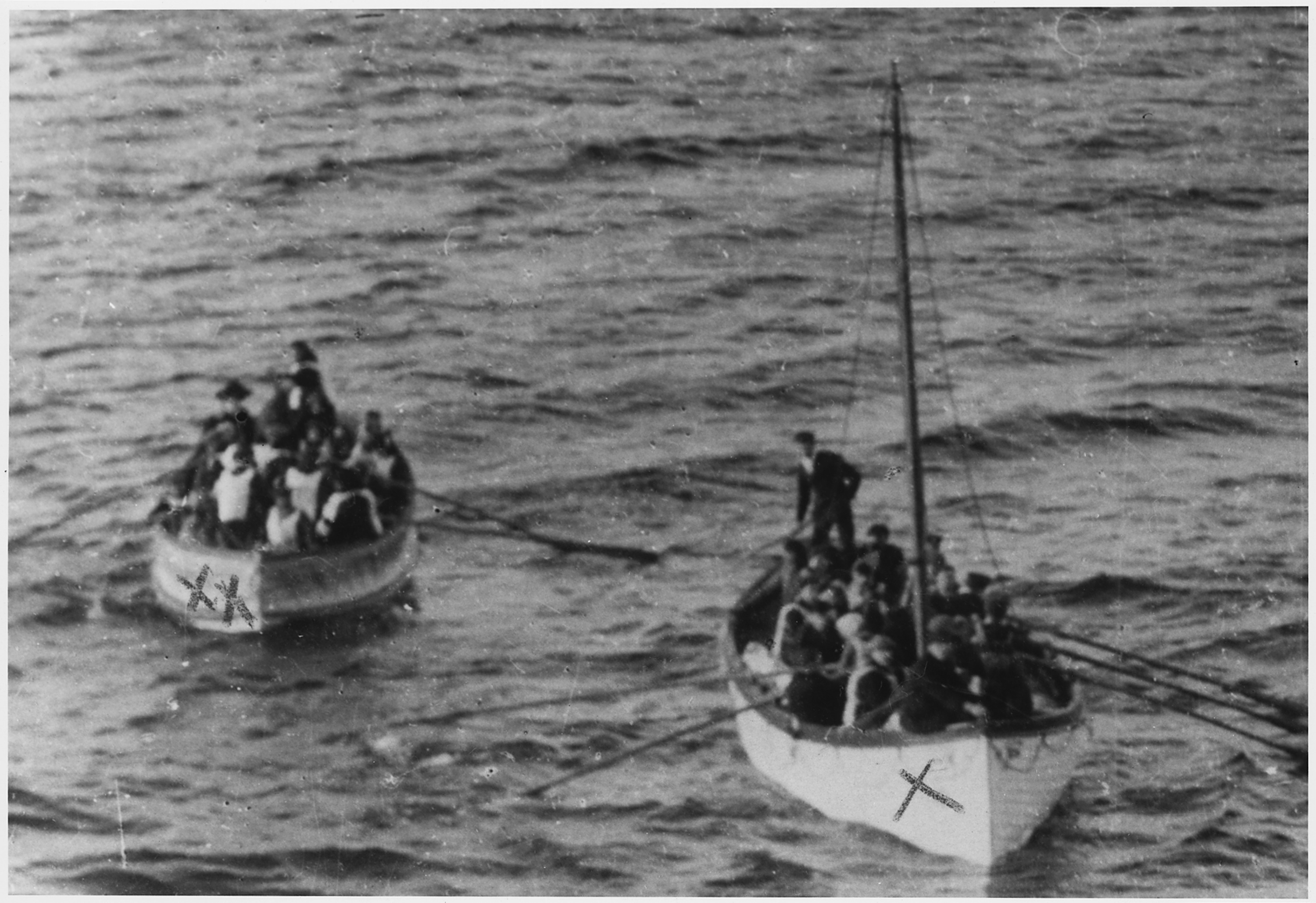
O desmontável D sendo rebocado pelo bote nº 14 enquanto se aproximam do Carpathia. Lowe pode ser visto em pé de preto na popa manejando o leme.

Ele ordenou assim que chegou na água que a tripulação de seu bote se afastasse o máximo possível do Titanic. Lowe conseguiu reunir seu bote com o desmontável D e os botes nº 10 e 12 depois do navio desaparecer às 2h20min. Ele transferiu seus passageiros para as outras embarcações a fim de ter espaço para poder voltar e procurar por sobreviventes. O oficial ficou um pouco impaciente pela lentidão dos passageiros; foi nesse momento que ele descobriu que um homem italiano havia conseguido embarcar no seu bote vestido de mulher. Irritado, ele apenas empurrou o homem para outro bote sem fazer comentários.
Lowe em seguida iniciou uma busca por sobreviventes no local do naufrágio. Entretanto, antes de chegar ele pediu para que esperassem um pouco até que o número de sobreviventes fosse menor, temendo que eles pudessem virar o bote. No caminho resgatou três pessoas, porém um acabou morrendo pouco depois. Em seguida os tripulantes do bote avistaram um asiático em cima de uma porta, porém ele parecia estar morto já que não se movia e nem respondia aos chamados. Lowe hesitou tentar salvá-lo, dizendo "Do que adianta? Ele provavelmente está morto e se não está há outros que mais merecem ser salvos do que um japa!".
O bote seguiu adiante e encontrou um mar de cadáveres. Lowe continuou procurando sobreviventes, encontrando um mordomo que havia se refugiado em cima de um pedaço de madeira. Nesse momento o oficial mudou de ideia e decidiu voltar para pegar o asiático; o homem foi trazido a bordo e abriu os olhos depois de alguns segundos, parecendo estar todo recuperado dentro de apenas alguns minutos. Quando um dos marinheiros do bote ficou exausto de tanto remar, o asiático o empurrou para o lado e assumiu o remo, fazendo com que Lowe sorrisse e comentasse: "Estou envergonhado do que disse sobre o pequenino. Eu salvaria gente como ele seis vezes se eu pudesse". O quinto oficial foi o único a voltar tentando encontrar sobreviventes.
Lowe mandou instalar o mastro e hastear a vela de seu bote depois de encerrarem as buscas por sobreviventes. Ele estava com uma velocidade de quatro ou cinco nós quando avistou o RMS Carpathia no amanhecer do dia 15. No caminho ele encontrou o desmontável D e o rebocou em direção ao navio de resgate. Lowe também passou pelo bote nº 1, que estava parcialmente inundado, conseguindo embarcar vinte passageiros em seu próprio bote, deixando três corpos para trás. O oficial depois comentou o motivo de ter deixado os mortos onde estavam: "Não estou aqui para me preocupar com corpos, estou aqui ... pela vida". Ele conseguiu alcançar o Carpathia, onde deixou todos os seus passageiros. Na viagem para Nova Iorque ele avistou aproximadamente vinte icebergs, os primeiros que via em sua vida.

## Vida posterior

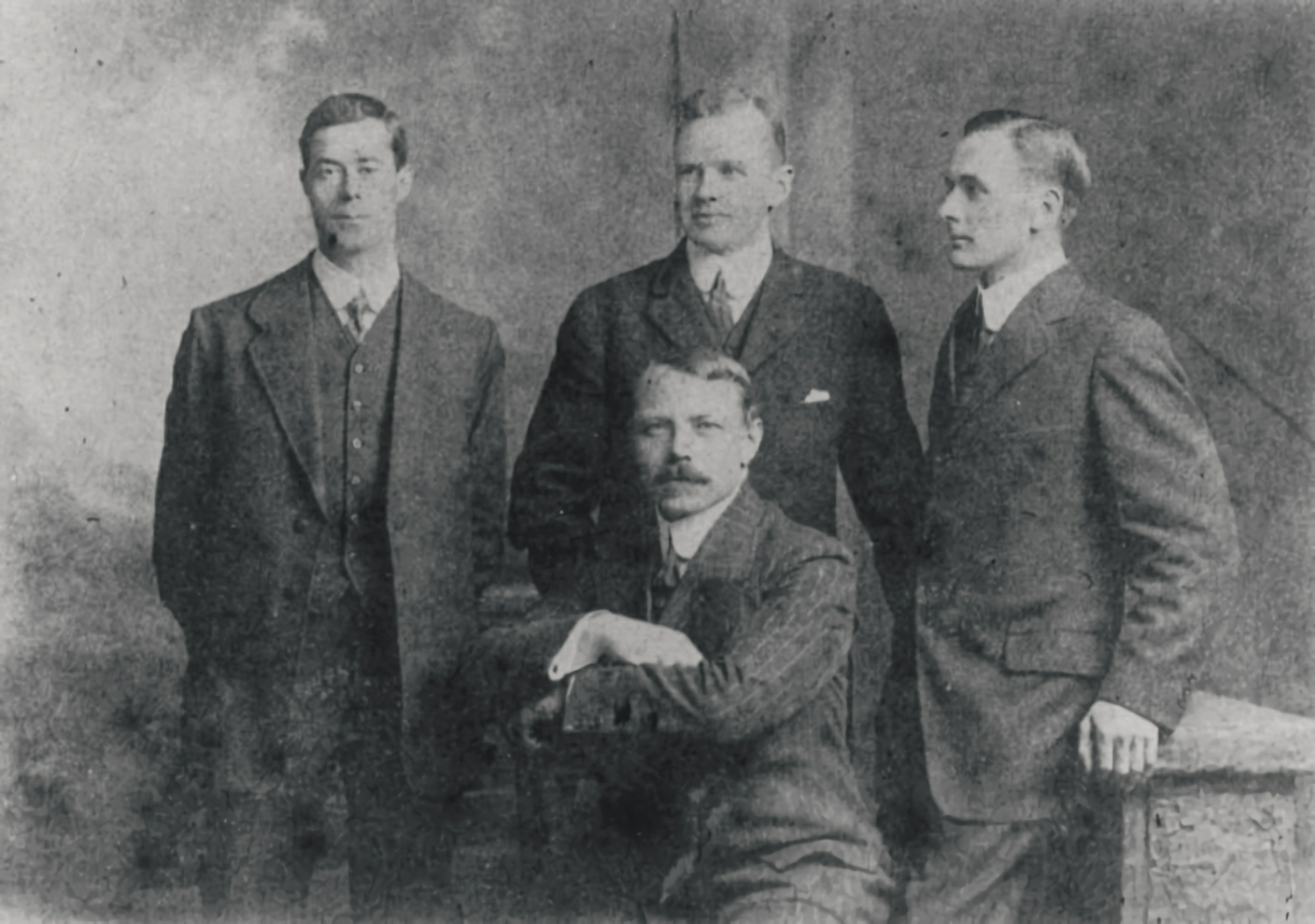
Os quatro oficiais sobreviventes. Em pé: Lowe, Lightoller e Boxhall. Sentado: Pitman.

Lowe foi testemunha na comissão de inquérito norte-americana sobre o naufrágio em seu quinto dia. Durante o interrogatório, o senador e presidente da comissão William Alden Smith adotou uma atitude que lhe valeu muitas críticas e sátiras por parte da imprensa. Ele fazia com que Lowe respondesse a mesma pergunta várias vezes antes de seguir adiante, deixando o interrogado confuso em várias ocasiões. Algumas das perguntas eram irrelevantes, como quando perguntou ao oficial do que consistia um iceberg, algo que Lowe só conseguiu responder com "A partir de gelo, senhor". Da mesma forma, Smith várias vezes indagou se ele sabia qual era a posição do Titanic às 20h da noite da colisão.
Ele voltou para o Reino Unido no início de maio a bordo do RMS Adriatic junto com Ismay, Lightoller, Pitman, Boxhall e vários outros sobreviventes para participar do inquérito britânico comandado por lorde John Bigham, 1.º Barão Mersey.
Sabe-se pouco sobre sua vida depois do Titanic. Lowe foi recebido por mil e trezentas pessoas ao voltar para Barmouth, ganhando um relógio de ouro durante uma recepção em sua homenagem como recompensa por suas ações no naufrágio. Ele se casou em 1913 com Ellen Marion Whitehouse, com quem teve dois filhos: Florence e Harold. Lowe continuou sua carreira na marinha mercante, porém nunca recebeu um comando próprio, assim como os outros três oficiais sobreviventes. Ele serviu na Marinha Real Britânica durante a Primeira Guerra Mundial e alcançou a patente de comandante da reserva naval. Lowe voltou para a marinha mercante depois da guerra, se aposentando em 1931 e indo cuidar de sua família no País de Gales. Ele morreu de hipertensão em Deganwy no dia 12 de maio de 1944 aos 61 anos de idade.

## Legado

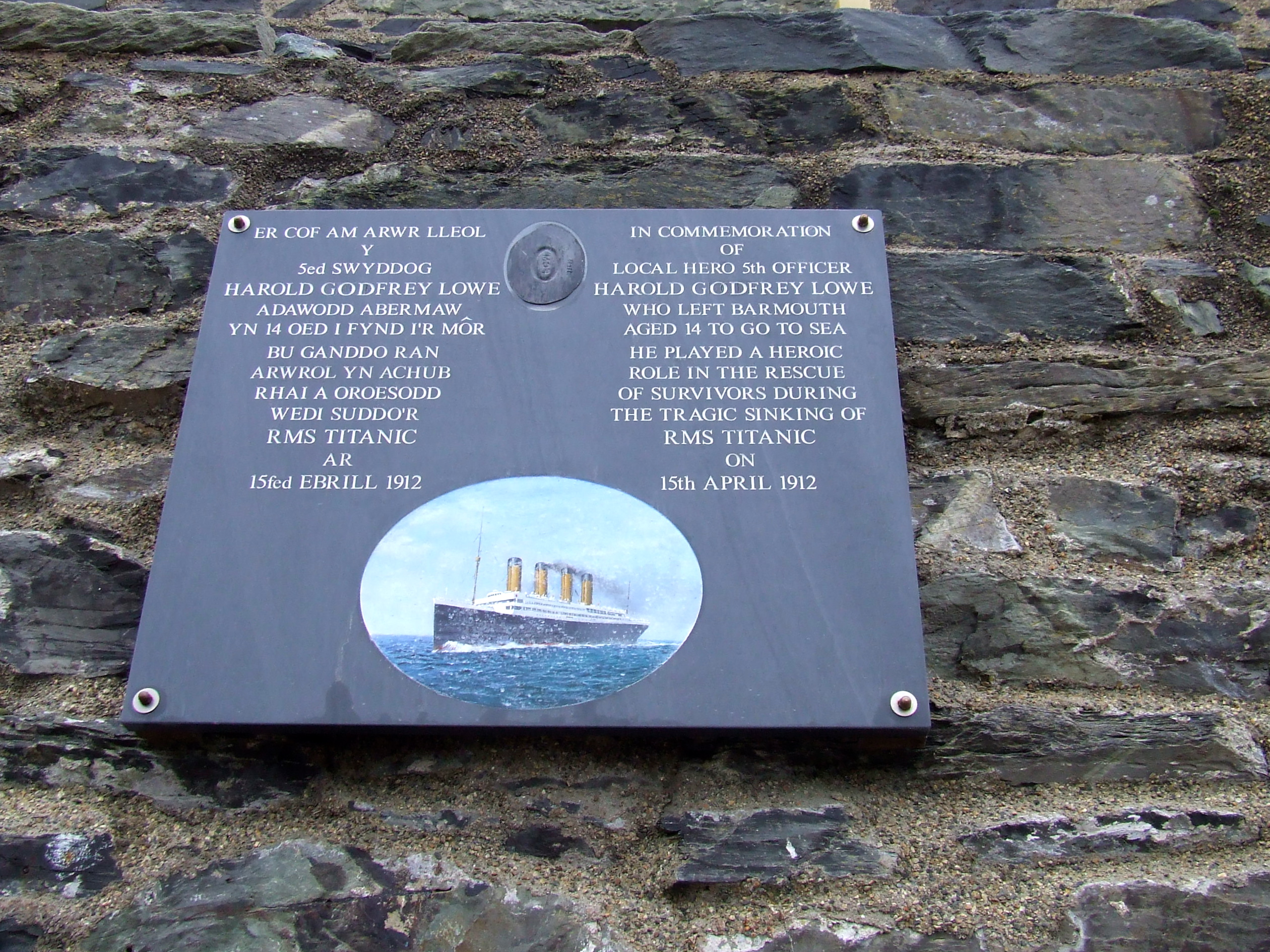
Placa em memória de Lowe em Barmouth, País de Gales.

Lowe foi interpretado no filme Titanic de 1997 pelo ator galês Ioan Gruffudd. O filme primeiro mostra Lowe entregando uma xicará de chá para o capitão Smith enquanto este conversa com Murdoch na ponte de comando. Durante o naufrágio, Lightoller ordena que ele assuma o comando do bote nº 14, com Lowe disparando seu revólver para impedir que qualquer um tente pular para dentro de seu barco. Após o naufrágio ele retorna à procura de sobreviventes, salvando a protagonista do filme Rose DeWitt Bukater.
Um cardápio do primeiro almoço servido no Titanic, assinado por Lowe e enviado para sua noiva enquanto ainda estava na Irlanda, foi leiloado em 2004 por 51 mil libras esterlinas, na época o mais alto valor já pago por algum item relacionado ao navio.
Uma placa especial celebrando as ações de Lowe no Titanic foi revelada em Barmouth no centário do naufrágio em 2012. Ela está inscrita em inglês e galês e diz: "Em comemoração do herói local 5º oficial Harold Godfrey Lowe, que deixou Barmouth aos 14 anos para ir ao mar. Ele teve um papel heroico no resgate de sobreviventes durante o naufrágio do RMS Titanic em 15 de abril de 1912". A placa foi revelada na presença de seu neto John Lowe e da estudante Maddy Matthews, que fez campanha para o reconhecimento do legado do oficial. No mesmo mês outra placa em homenagem a Lowe foi inaugurada em Deganwy na casa em que passou seus últimos anos de vida.